# Ivan Vaughan
Pour les articles homonymes, voir Vaughan.
Ivan Vaughan (18 juin 1942 - 16 août 1993) est un ami d'enfance de John Lennon et plus tard camarade de classe de Paul McCartney. Il lui fit rencontrer John Lennon, le 6 juillet 1957 à une fête paroissiale à Liverpool. Lennon invita donc McCartney à rejoindre son groupe The Quarrymen (les futurs Beatles) en cette journée estivale. C'est son épouse Jane, alors professeur de français, qui aurait aidé à la traduction en français du refrain de la chanson Michelle.